# De Aspe
De Aspe es un apellido de origen vasco que pasó a Galicia, en concreto a la ciudad de La Coruña, en el siglo XVIII.

## Significado
El apellido De Aspe tiene su origen en la lengua vasca. De Aspe es la castellanización del apellido De Axpe o Axpe. Significa AX, peña o roca, y PE, debajo, es decir, significa (la casa) "bajo la peña”.

## Casa Solar
El linaje de Axpe es originario de la Tierra de Ayala. La antigua Tierra de Ayala fue una región que se diferenciaba administrativamente de Álava y Vizcaya, y por tanto podría ser considerada como una provincia de la Corona de Castilla. Este sistema se mantuvo hasta 1842, cuando quedó totalmente integrada en la provincia de Álava. Concretamente su origen se establece en la anteiglesia de Ceánuri, provincia de Vizcaya, y de ahí se extendió a la anteiglesia de Barambio , en Amurrio, provincia de Álava.

## Armas
El escudo de los Axpe es de gules, con un brazo armado de oro, moviente del flanco siniestro, empuñando una espada de plata, con la guarnición de oro. En el jefe, una corona de oro antigua. Bordura de plata, con esta leyenda en letras de sable: "Duodecim, fratres congrunt atque et liberant" y una segunda bordura de azur con doce caballeros armados y montados en sus corceles.

## Genealogía
Información sacada del "Libro Genealogía y Limpieza de Sangre de Joseph de Aspe y Landaluce", del estudio genealógico de Emilio de Aspe y Vaamonde y de la consulta de fuentes familiares.
I. MARTÍN DE AXPE Y ZÁRATE (Granada, 25 de abril de 1594), Secretario de Estado y Guerra

II. PEDRO DE AXPE Y OLARIETA   

III. JOSÉ DE AXPE Y LEQUERICA casó con Antonia de Asturias y Echevarría

IV. JUAN DE AXPE Y ASTURIAS (Barambio, 28 de febrero de 1693), Regidor de Barambio en las Juntas de la Tierra de Ayala, casó con María de Berganza e Íñiguez de Onsoño

VI. JUAN DE AXPE Y BERGANZA (Barambio, 23 de junio de 1730), Regidor de Ayala en las Juntas de la Tierra y Mayordomo de la Cofradía Noble de Ayala, casó con Joaquina de Landaluce y Berganza

VII. JOSÉ DE ASPE Y LANDALUCE (Barambio, 23 de mayo de 1757), que hizo Prueba de Nobleza en las Casas de Juntas de Guernica de Vizcaya el 22 de junio de 1782, casó con   María Lorenza de Pagasartundúa y Oleaga

VIII. LEONCIO DE ASPE Y PAGASARTUNDÚA (Bilbao, 12 de septiembre de 1793), Regidor de La Coruña, casó con María de las Nieves Fullós y Rivera

1. MATILDE DE ASPE Y FULLÓS casó con José Agudín y Cavanas

1.1. José Agudín y de Aspe, Gerente de la Compañía de Tranvía de La Coruña, casó con Carolina Berea y Rodrigo

1.1.1 Carlos Agudín y Berea, Coronel de caballería, casó con Amparo Aguirre y Díaz de Mendivil

1.2. Leoncio Agudín y de Aspe, Coronel Auditor del Cuerpo Jurídico Militar, casó con Celia Molezún y Mariñas

2. LUIS DE ASPE Y FULLÓS Apoderado de "Sobrinos de José Pastor" y Vicecónsul de Bélgica en La Coruña, casó con Angustias San Martín y Patiño

2.1. Luis de Aspe y San Martín casó con Amparo Morales y Arboleya     

2.1.1. Pilar de Aspe y Morales casó con Fernando González Valerio y Allones, Teniente Coronel de Artillería Ayudante de Campo del Excmo. General Jefe de la Casa Militar del Jefe del Estado

2.1.1.1. María del Pilar González-Valerio y de Aspe casó con Manuel Goded y Velarde, Ingeniero de Caminos, Canales y Puertos	

2.1.1.2. María Cristina González-Valerio y de Aspe casó con Emilio Folqué y Gómez, Médico

2.1.1.3. María Bárbara González-Valerio y de Aspe, casó con Juan Fernández de Navarrete y López de Montenegro, IV MARQUÉS DE XIMÉNEZ DE TEJADA e Ingeniero agrónomo

2.2. Angustias de Aspe y San Martín casó con Francisco Cano y Wais, Comandante de Marina de la Provincia Marítima de La Coruña, Capitán de Navío y Presidente del Casino de La Coruña

2.2.1. Francisco Cano y de Aspe, Abogado, casó con Concepción Bermúdez de Castro y Rebellón

2.3. Félix de Aspe y San Martín, Coronel de Lanceros de la Reina, casó con Mercedes Moreno y Osorio	
3. NICASIO DE ASPE Y FULLÓS Médico, Secretario del dispensario antituberculoso de La Coruña, Vicepresidente de la Real Academia de Medicina de Galicia y Asturias y del Colegio Médico de La Coruña, casó con Adela Vaamonde y de Castro

3.1. Leoncio de Aspe y Vaamonde, General de Artillería y Gobernador Militar de Pontevedra, casó con Fanny Sanjurjo y Camino	

3.1.1. Eduardo de Aspe y Sanjurjo, Comandante del Cuerpo de Intendencia de la Armada         

3.2. Nicasio de Aspe y Vaamonde, Teniente General de Artillería y Gobernador Militar de Asturias y León, casó con Emilia Luzzatti y Quiñones de León 

3.2.1. María del Carmen de Aspe y Luzzatti casó con José María Lacave y de Escalera, Capitán de Atillería

3.2.2. Emilia de Aspe y Luzzatti casó con Juan Serrano y Álvarez, Propietario de JUAN SERRANO E HIJOS S.A. y ANÍS DE LA PRAVIANA

3.2.3. María del Dulce Nombre de Aspe y Luzzatti casó con Marcelino Moreno y Trapiello, Presidente de la Cruz Roja Provincial de Asturias y Delegado de González Byass en Asturias

3.2.4. Nicasio de Aspe y Luzzatti, Marino Mercante, casó con María Teresa Llavona  y Fernández, Propietaria de los Carajitos del profesor

3.2.5. María Teresa de Aspe y Luzzatti casó con Ceferino López Carreño, Abogado, Vocal de la Asamblea Provincial de la Cruz Roja de Asturias y Director de Socorro y Emergencias de Oviedo

3.3. Carlos de Aspe y Vaamonde, Ingeniero de Telecomunicaciones y Jefe de Administración del Cuerpo de Telégrafos       

3.4. Emilio de Aspe y Vaamonde, Coronel de Caballería y Gobernador Civil de La Coruña, Valladolid y Santa Cruz de Tenerife, casó con Vicenta Martinez Montoya	

3.4.1. María Adela de Aspe y Martínez casó con José Domenech y Arias, Coronel de Artillería

3.4.2. Emilio de Aspe y Martínez, Abogado, casó con María del Carmen de la Iglesia y Caruncho